# ガンガゼ
ガンガゼ（雁甲蠃、岩隠子、学名：Diadema setosum）は、ガンガゼ科に属するウニの一種。長い棘に毒があり、刺さると激しい痛みを起こす。

## 特徴
全体に黒紫色。殻は薄くて脆く、径は5-9cm、上から見るとほぼ円形で底は平らな半球形をしている。生時は肛門の部分が袋状に膨らみ、その開口部周辺が黄色く見えるので水中でもよく目立つ。また、殻の側面やや上に五個の白い点がはっきり見える。これが青いものや、刺の合間に鮮やかな模様が見られる例もある。
棘は長いものは30cmに達し、本体に比べて著しく長い。上向きの棘が長く、体の下側は短いため、ウニのイラストでよくみられるような円型には当てはまらない。若い個体では棘に白の横縞模様がみられる場合もある。

### 針の危険性
一般的によく知られるウニであるムラサキウニやナガウニ、バフンウニなどは、手に乗せて多少押しつけるなどしても刺さらず、刺さったとしても深手にはなりにくい。しかし、ガンガゼの長い刺は細くて鋭く、先端は容易に人の皮膚に突き刺さる。表面には逆刺があり、かつ折れやすいため、ほとんどの場合皮膚内部に折れて残ることが多く、ひどく痛む。毒で筋肉が麻痺したり、呼吸困難になることもある。南日本の海岸で見られるウニとしては、特に気をつけるべき種である。なお、ガンガゼ以外で有毒なウニとして知られるラッパウニ、イイジマフクロウニなどはむしろ棘が短く、バフンウニに似た形状をしている。
日本本土の海岸では、岩陰から棘だけが出ている事が多い。棘は非常に長いので注意すれば判別も容易だが、物陰に潜むものには気が付かずに触れてしまう例も多い。中には遊泳中に波に揺られて接触したために刺された例もある。後述の近縁種も含め、分布域内の岩礁域では十分な注意が必要である。

## 生態
インド太平洋海域に広く分布し、日本でも房総半島・相模湾以南で見られる。岩礁やサンゴ礁の、潮間帯下部から水深15mほどまでの潮下帯に生息する。
日本本土の海岸で見られる場合、ほとんどは潮下帯で大きな岩の下側の物陰におり、棘が穴の外にブラシのように突き出して見える。夜間には穴から這い出て細かい藻類やデトリタスを食べている。ところが沖縄県方面では礁湖の砂底に群れをなして生息する。昼間から開けた海底に互いに寄り合って移動しているのが見られる。世界各地でも個々に岩陰にいるか、開けた海底で集団を作るか、どちらかの生態を示す。タイ王国のシャム湾では、岸から沖に約200mにわたって一面ガンガゼに埋め尽くされている場所があるという。ガンガゼの群れは、沖縄県方面では数個体から大きいものでは30個体程度が集まっている。その位置は常に移動するだけでなく、群れの構成個体もどんどん変わり、それらが互いにくっついたり分かれたりしている。移動速度もウニにしては素早い。
穴に入るのはイシダイなどの天敵にひっくり返されるのを避けるためと考えられている。長い棘をくわえて持ち上げられ、ひっくり返されると、棘の短い下面が露出し、そうすると容易に食われてしまうためである。同様に集団になるのも、互いに寄り合い、棘を交差させてひっくり返されないような適応と考えられる。
殻の表面に光を感じる眼点（目）を持ち、自分の体の上に何らかの陰がかかると棘を振り動かす防衛反応を行う。集団の場合には一個体がこの運動を行うと隣が同調して運動を始め、結局は集団全体が針を振り動かすことになる。
長い毒棘の周辺には多くの魚やエビが共生しているのが見られる。魚ではヘコアユ Aeoliscus strigatus、ヒカリイシモチ Siphamia versicolor、ハシナガウバウオ Diademichthys lineatus など、エビではテナガエビ科のガンガゼカクレエビ（ガンガゼエビ）Stegopontonia commensalis などが挙げられる。
軟体動物の巻貝の一種、ガンガゼヤドリニナ Echineulima robustaも共生している場合が多く、ガンガゼをひっくり返すとよく観察することができる。

### 天敵
非常に棘が長く敵に襲われないようにも見えるが、イシダイやモンガラカワハギ類には捕食されてしまう。これらの魚は長い棘の先端を口でくわえて引っ張り、裏返して底面から食べる。殻そのものは脆く、これらの魚には容易に噛み砕かれる。開けた海底で単独で放置すると攻撃を受けやすい。

## 利用
常食はされないが、卵巣・精巣は他のウニと同様食用にされる。食用となるウニの中では苦味、えぐ味があるが、ブロッコリーやキャベツを餌として与えると甘味が出てまろやかになる。このため愛媛県愛南町や長崎県新上五島町では、海藻食害による磯焼けを防ぐため駆除したガンガゼに地元農協などから出る廃棄野菜を与えて育て、飲食店や宿泊施設に出荷することが試みられている。
食用以外では、上記の通りイシダイに好んで捕食されることを利用して、釣り餌として使われる。
トゲの取り扱いに注意を要するが、イシダイ以外の魚（釣り用語での外道）に捕食されにくいため、数ある釣り餌の中でもイシダイ専用として多用される。

## 近縁種

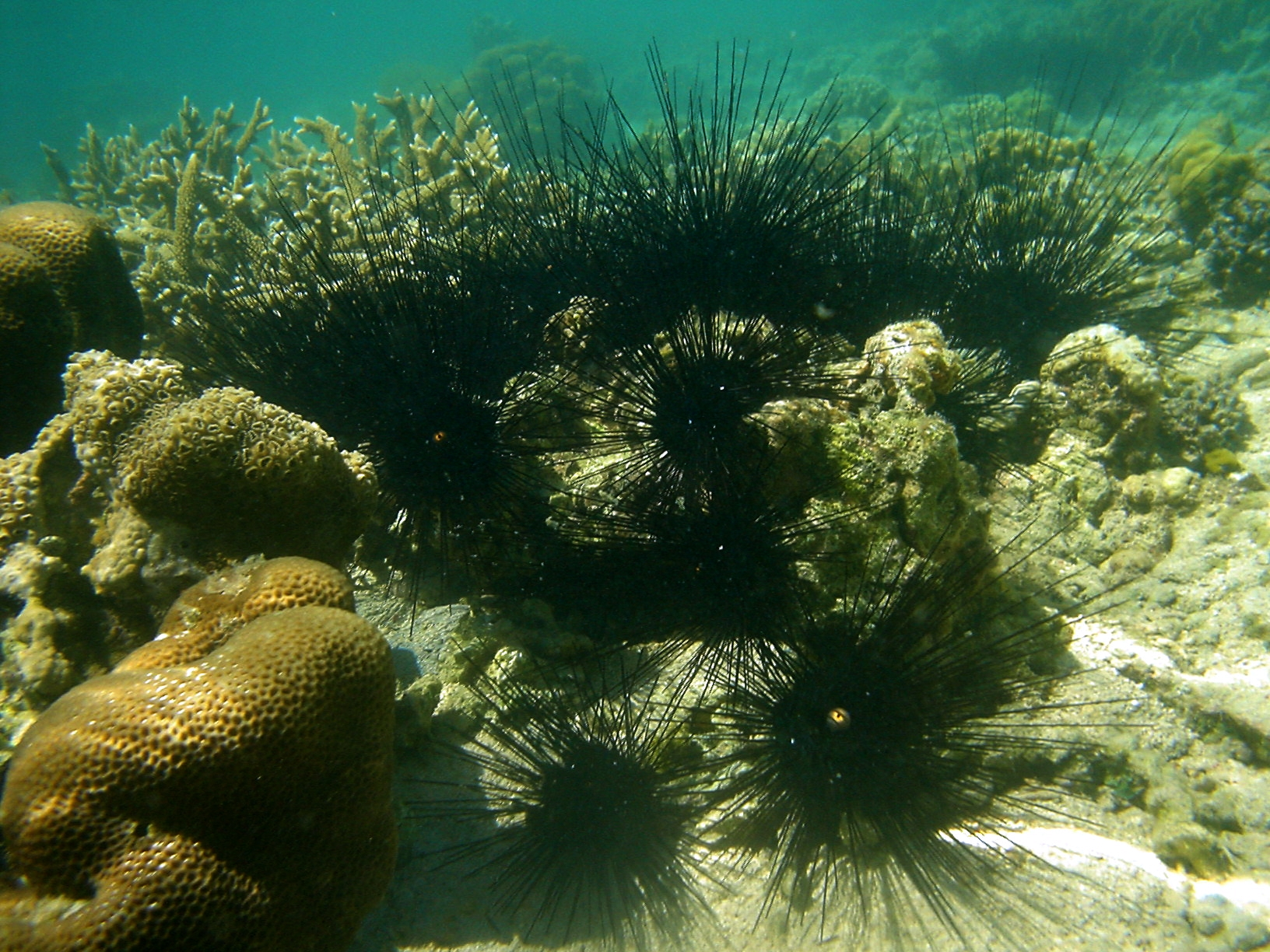
サンゴ礁の海底で集団を作るガンガゼの仲間（マダガスカル近海にて）

本邦ではアオスジガンガゼ D. savignyi (Audouin, 1829) がある。全体によく似ているが、肛門周辺が黒いことで区別出来る。殻表面に光って見える五本の青い筋が目立つのが名前の由来であるが、それが見られないものもあり、逆にガンガゼにそれがある例もある。今後、分類の再検討も考えられる。本種に交じって見られるが少ない。
別属のガンガゼモドキ属 Echinothrix は、ガンガゼ属のものが殻全体の棘の太さにさほど差がないのに対して、間歩帯の棘が明らかに細いことで区別される。ガンガゼモドキ E. diadema（Linnaeus, 1758）やトックリガンガゼモドキ E. calamaris（Pallas, 1774）は棘に白い横縞模様が入るものが多い。

## 問題
海藻を餌としているため、増殖すると海藻を食べ尽くして磯焼けの主な原因の一つとされる場合がある。宮崎県日南市の外浦漁港では食用にしないため漁の対象になっておらず、増殖した個体が海藻を食べ尽くして磯焼けが発生しうる状況にまで問題化しており、地元ダイバーがボランティアで駆除する事態となっている。